# カルヴィン・スミス
カルヴィン・スミス（Calvin Smith, 1961年1月8日-）は、アメリカの陸上競技男子短距離選手。ミシシッピ州ハインズ郡ボルトン出身。

## 主な成績
- 1983年ヘルシンキ世界陸上選手権200m優勝
- 1984年ロサンゼルスオリンピック4×100m金メダル（第3走者）
- 1987年ローマ世界陸上選手権200m優勝
- 1988年ソウルオリンピック100m銅メダル
- 1983年～1988年100m世界記録保持者（9秒93）である。

## プロフィール
- 1980年代に世界の陸上界を席巻したカール・ルイスとともに、アメリカ男子短距離の中心選手として活躍した。
- 100mの世界記録保持者であったが、得意種目は200mで世界選手権でも2連覇を達成した。
- 4×100mリレーでは得意のコーナリングにより第3走者専門であることが多く、アンカーのカール・ルイスとのリレーはまさに黄金のホットラインであった。
- 1983年世界陸上選手権200mで優勝した時の年齢は22歳218日で、これは世界陸上選手権男子200mにおける最年少金メダリスト記録である。
- 2007年にアメリカ陸上競技連盟の殿堂入りを果たした。

## 自己ベスト
| 種目    | 記録           | 年月日        | 場所                 | 備考                        |
| ------- | -------------- | ------------- | -------------------- | --------------------------- |
| 100m    | 9秒93（+1.4）  | 1983年7月3日  | コロラドスプリングス | 元世界記録                  |
| 200m    | 19秒99（+0.6） | 1983年8月24日 | チューリッヒ         |                             |
| 4×100mR | 37秒83         | 1984年8月11日 | ロサンゼルス         | 元世界記録、アメリカ代表3走 |

## タイトル
| 記録                | 記録                                                                          | 記録                |
| ------------------- | ----------------------------------------------------------------------------- | ------------------- |
| 先代 カール・ルイス | 100mシーズンベスト記録保持者 1983                                             | 次代 カール・ルイス |
| 先代 ジム・ハインズ | 100m世界記録保持者 1983/7/3－1988/9/24                                        | 次代 カール・ルイス |
| 先代 なし           | 世界選手権200m 男子最年少金メダリスト記録保持者 （22歳218日） 1983 ヘルシンキ | 次代 未定           |